# クァンキ
『クァンキ』（原題：광끼）は、1999年5月4日から2000年1月13日まで韓国放送公社のKBS第2テレビジョンで放送された連続テレビドラマ。全36話。
短期大学の広告研究会のメンバー8人の情熱と苦悩を描く青春ドラマ。クァンキとは「広告（クァンゴ）の気（キ、才能）」を俗に略して言った言葉である。出演したウォンビン、チェ・ガンヒ、ペ・ドゥナ、イ・ドンゴンは後にスター俳優になった。演出を担当した一人であるユン・ソクホはその後『秋の童話』をアジア各国でヒットさせ、『冬のソナタ』によって日本でも広く知られるようになった。
日本では『冬のソナタ』がNHKのBS2で2003年に放送され韓国のテレビドラマが注目されるようになり、韓国の放送の5年後である2004年に本作『クァンキ』もKNTVにて放送され、同じ年に作品のDVDも発売された。

## 登場人物

### 主要人物
カンミン
演 - キム・ドジン（ウォンビン）。
短期大学の広告研究会のリーダー。
ユン・ソンヨン
演 - チェ・ガンヒ
貧困にめげない性格。
チン・ダルレ
演 - キム・ヒョンジョン
漫画好きのために4年制大学を退学して、短期大学に入学した。
ファン・デジュ
演 - ヤン・ドングン

イ・ドンウク
演 - イ・ドンゴン

ピョ・ルナ
演 - ペ・ドゥナ
媒体美術学専攻。

### その他の人物
オ・ジャヨン
演 - ト・ジウォン

キム・ナムジン
演 - チョ・ミンギ

シン・ユジュ
演 - チャン・ソンウォン

テクス
演 - チャン・ヨン

キム・ウギョン
演 - キム・スジョン

キム・ウチャン
演 - カン・ソンミン

他にキム・ソヨン、イ・サンウ、ハニ、コ・ス、パク・イェジンが出演した。

## スタッフ
- シナリオ：オ・スヨン、キム・ヨンジュ、イ・ビョンミ、ク・ソンギョン、パク・ギョン[1]
- 演出：ユン・ソクホ、ムン・ボヒョン、キム・ピョンジュン、キム・ヒョンイル[1]
- 撮影：ハン・ドンヒョン[1]
- 音楽：イ・イムウ[1]